# یواس‌اس اسکیت (اس‌اس-۳۰۵)
یواس‌اس اسکیت (اس‌اس-۳۰۵) (به انگلیسی: USS Skate (SS-305)) یک زیردریایی بود که طول آن ۳۱۱ فوت ۱۰ اینچ (۹۵٫۰۵ متر) بود. این زیردریایی در سال ۱۹۴۳ ساخته شد.